# International Broadcasting Convention

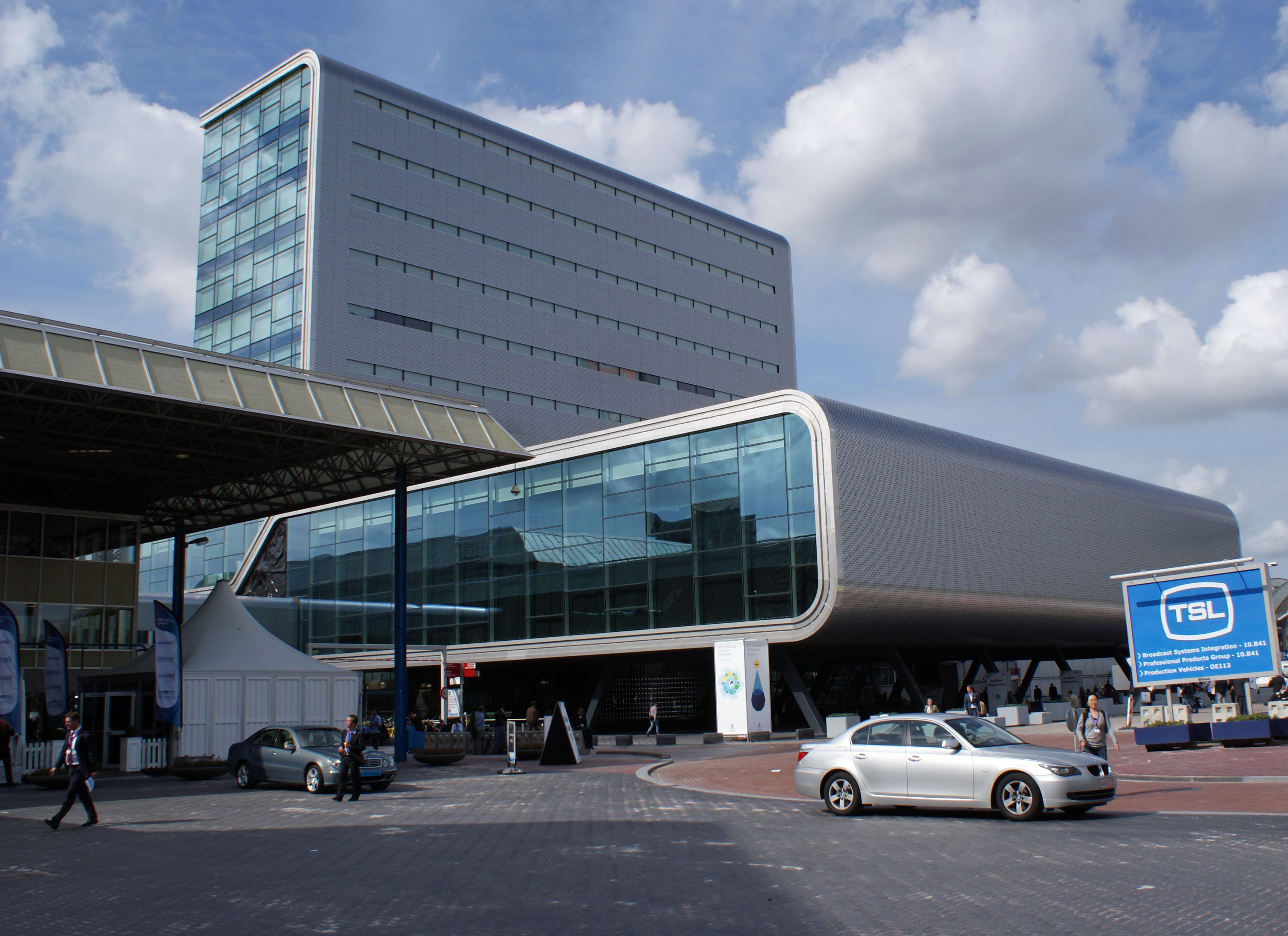
RAI Exhibition and Convention Centre

De International Broadcasting Convention, beter bekend als de IBC, is een jaarlijkse conferentie en beurs voor professionals die zich bezighouden met het creëren, beheren en leveren van elektronische media en entertainment. Deze conferentie wordt gehouden in de Amsterdam RAI.

## Data

### IBC 2009
- Conferentie: 10 - 14 september 2009
- Beurs: 11 - 15 september 2009

### IBC 2010
- Conferentie: 9 - 14 september 2010
- Beurs: 10 - 14 september 2010

### IBC 2011
- Conferentie: 9 - 13 september 2011
- Beurs: 9 - 13 september 2011

### IBC 2016
- Conferentie: 8 - 12 september 2016
- Beurs: 9 - 13 september 2016